# 稲荷神社 (板橋区若木)
稲荷神社（いなりじんじゃ）は、東京都板橋区若木にある神社。地名を冠して中台稲荷神社（なかだいいなりじんじゃ）、若木稲荷神社（わかぎいなりじんじゃ）とも称される。

## 概要
創建年代は不明である。江戸時代までは延命寺が当社の別当寺を務めており、中台村の鎮守であった。
当社が所蔵している「四季農耕図絵馬」は、1885年（明治18年）に氏子から奉納されたものである。一年間の農作業を描写したもので、板橋区の有形文化財に指定されている。

## 摂末社
- 御嶽神社

## 氏子区域
- 中台1～3丁目
- 相生町
- 若木1～2丁目、3丁目の一部

## 交通アクセス
- 上板橋駅より徒歩10分。